# Gare de Yonezawa
La gare de Yonezawa (米沢駅, Yonezawa-eki) est une gare ferroviaire de la ville de Yonezawa, dans la préfecture de Yamagata au Japon. Elle est exploitée par la compagnie JR East.

## Situation ferroviaire
La gare est située au point kilométrique (PK) 40,1 des lignes Shinkansen Yamagata et Ōu. Elle marque le début de la ligne Yonesaka.

## Histoire
La gare a été inaugurée le 15 mai 1899. Elle est desservie par le Shinkansen depuis le 1er juillet 1992.

## Service des voyageurs

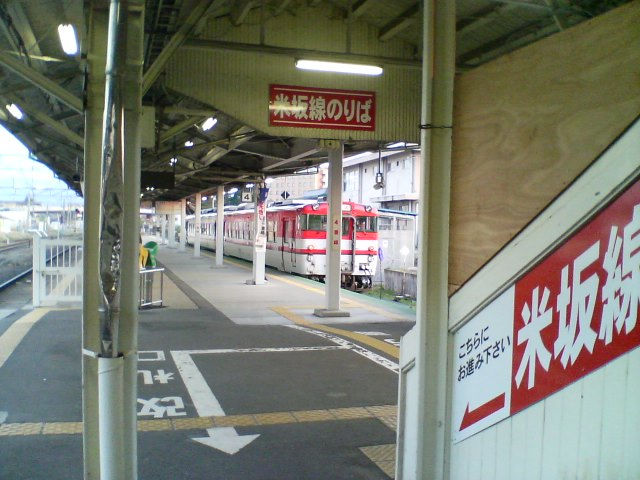
Vue des quais

### Accueil
La gare dispose d'un bâtiment voyageurs, avec guichets, ouvert tous les jours.

### Desserte
- Ligne Shinkansen Yamagata :
  - voie 1 : direction Yamagata et Shinjō ou Fukushima et Tokyo
- Ligne principale Ōu (Ligne Yamagata) :
  - voie 2 : direction Fukushima
  - voies 2 et 3 : direction Akayu et Yamagata
- Ligne Yonesaka :
  - voies 4 et 5 : direction Imaizumi, Oguni et Sakamachi